# El Mochuelo
Antonio Pozo Millán o Antonio Pozo Rodríguez según otras fuentes. denominado artísticamente el Mochuelo, (Sevilla, 1868-Torrente, Valencia 1937) fue un cantaor de flamenco. Según otras fuentes nació el 24 de enero de 1873 Por otra parte el diario Ahora en su edición del 29 de abril de 1936 entrevistó al personaje que dijo haber nacido en Sevilla en 1871.

## Trayectoria
Empezó a cantar en público con 12 años, y se inició en el café cantante de Silverio (tenía entonces el oficio de cuchillero). Tras sus inicios en su ciudad natal en 1890 pasa a Madrid, donde se dedica a cantar en cafés tales como el de La Marina, Barquillo y Romero. Su fama fue debida a su capacidad para tener un amplio repertorio de estilos, no obstante, sus farrucas y guajiras son las más apreciadas, fue llamado el rey de la farruca; era creación suya. El 21 de noviembre de 1901 en la revista Alrededor del mundo se decía de su voz: 

«es la que mejor recoge el fonógrafo, y sin duda por esto lleva ya impresionados Antonio Pozo más de ¡treinta mil cilindros!…»

No se conformó con hacer giras por España sino que también realizó giras por América Latina, por países como Argentina, Uruguay o México, aquí fue contratado por treinta duros diarios. Incluso fue llamado a París por la casa Pathé para impresionar matrices de cilindros para fonógrafos. Sin embargo según lo ganaba lo gastaba "no me privé de nada. Viví siempre bien" decía, incluido el sustento a toda su familia. En la década de los treinta comienza su declive y aunque no deja de actuar, sus actuaciones son más limitadas en el tiempo, debiendo trabajar de camarero en los cafés en los que antes había triunfado como cantante, e incluso de encargado de un bar de camareras hasta que lo echaron. En 1936 se le ve pidiendo por las calles de Madrid acompañado de un viejo amigo guitarrero cantando sus viejas canciones con voz ya cascada.
Durante la Guerra Civil huyó a Torrente donde falleció el 24 de octubre de 1937, tal como consta en su partida de defunción.